# Toxicodryas
Toxicodryas är ett släkte av ormar i familjen snokar med två arter.
Släktets medlemmar lever i västra och centrala Afrika. Det är i princip inget känt om deras levnadssätt.
Arterna är:
- Toxicodryas blandingii
- Toxicodryas pulverulenta